# Concílio Vaticano II
O Concílio Vaticano II (CVII), XXI Concílio Ecumênico da Igreja Católica, foi convocado no dia 25 de dezembro de 1961, através da Constituição Apostólica "Humanae salutis", pelo Papa João XXIII. Este mesmo Papa inaugurou-o, a ritmo extraordinário, no dia 11 de outubro de 1962. O Concílio, realizado em 4 sessões, só terminou no dia 8 de dezembro de 1965, já sob o papado de Paulo VI.
Nestas quatro sessões, mais de 2000 Prelados convocados de todo o planeta discutiram e regulamentaram vários temas da Igreja Católica. As suas decisões estão expressas nas 4 constituições, 9 decretos e 3 declarações elaboradas e aprovadas pelo Concílio. Apesar da sua boa intenção em tentar atualizar a Igreja, os resultados deste Concílio, para alguns estudiosos, ainda não foram totalmente entendidos nos dias de hoje, enfrentando por isso vários problemas que perduram. Para muitos estudiosos, é esperado que os jovens teólogos dessa época, que participaram do Concílio, salvaguardem a sua natureza; depois de João XXIII, todos os Papas que o sucederam até Bento XVI, inclusive, participaram do Concílio ou como Padres conciliares (ou prelados) ou como consultores teológicos (ou peritos).
Em 1995, o Papa João Paulo II classificou o Concílio Vaticano II como "um momento de reflexão global da Igreja sobre si mesma e sobre as suas relações com o mundo". Acrescentou também que esta "reflexão global" impelia a Igreja "a uma fidelidade cada vez maior ao seu Senhor. Mas o impulso vinha também das grandes mudanças do mundo contemporâneo, que, como “sinais dos tempos”, exigiam ser decifradas à luz da Palavra de Deus".
No ano 2000, João Paulo II disse ainda que: "o Concílio Vaticano II constituiu uma dádiva do Espírito à sua Igreja. É por este motivo que permanece como um evento fundamental não só para compreender a história da Igreja no fim do século mas também, e sobretudo, para verificar a presença permanente do Ressuscitado ao lado da sua Esposa no meio das vicissitudes do mundo. Mediante a Assembleia conciliar, […] pôde-se constatar que o património de dois mil anos de fé se conservou na sua originalidade autêntica".
Todos os concílios católicos são nomeados segundo o local onde se deu o concílio episcopal. A numeração indica a quantidade de concílios que se deram em tal localidade. Vaticano II portanto, indica que o concílio ocorreu na cidade-Estado do Vaticano, e o número dois indica que foi o segundo concílio realizado nesta localidade.
Os concílios, que são reuniões de dignidades eclesiásticas e de teólogos, são um esforço comum da Igreja, ou parte da Igreja, para a sua própria preservação e defesa, ou guarda e clareza da Fé e da doutrina. No caso do Concílio Vaticano II, a necessidade de defesa se fez de modo universal, porque as situações contemporâneas de proporções globais abalaram a Igreja. Isto fez com que a autoridade universal da Igreja, na pessoa do Papa, se encontrasse persuadida a convocar um concílio universal ou ecumênico. A força do Concílio não reside nos bispos ou em outros eclesiásticos, mas sim no Papa, como pastor universal que declara algo como sendo próprio das Verdades reveladas (e, por isso, implica a obediência dos católicos). Fora disso, o Concílio tem apenas poder sinodal. Porém, quando o concílio está em comunhão com o Papa, e se o Papa falasse solenemente (ex cathedra) de matérias relacionadas com a fé e a moral, o episcopado plenamente reunido torna-se também infalível.

## Antecedentes históricos
Da Revolução Francesa ao início do século XX, passando por todo o século XIX, a Igreja Católica foi sendo "perseguida, difamada, dessacralizada e desacreditada" pelos liberais, pelos comunistas e socialistas e pelos radicais ateus. A Igreja, por outro lado, vendo tudo isso acontecer, condenou por isso as novas correntes filosóficas agnósticas e subjectivistas, que estão associadas à heresia modernista. Esta heresia foi fortemente condenada pelos Papas Gregório XVI (1831-1846), Pio IX (1846-1878) e São Pio X (1903-1914). Esta atitude foi também o espírito do Concílio Vaticano I (1869–70), que definiu o dogma da infalibilidade papal.
Por outro lado, floresceram também na Igreja tentativas de adaptação ao mundo moderno, através, como por exemplo, da "atitude de vários leigos católicos no campo político e social" (destaca-se Frédéric Antoine Ozanam, fundador da Sociedade de São Vicente de Paulo); da publicação da encíclica Rerum Novarum (1890) pelo Papa Leão XIII (1878-1903), que defendia os direitos dos trabalhadores; da criação da Acção Católica (1922) pelo Papa Pio XI (1922-1939); e da perda gradual de popularidade da Escolástica e do consequente aparecimento da Nouvelle Theologie (que é diferente do modernismo). Este movimento teológico do início do século XX, que é apoiado por alguns sectores eclesiásticos, defendia principalmente "a valorização da leitura das Sagradas Escrituras" (que foi também um dos temas da encíclica Divino afflante Spiritu do Papa Pio XII) e uma "volta às fontes", através do estudo da Bíblia e das obras patrísticas. Os defensores mais ilustres da Nouvelle Theologie foram os progressistas Karl Rahner, John Courtney Murray, Yves Congar, Joseph Ratzinger e Henri de Lubac. Teilhard de Chardin e Jacques Maritain também defenderam uma maior abertura da Igreja.
Ao mesmo tempo, principalmente depois da Segunda Guerra Mundial (1939-1945), a Cúria Romana "encontrava-se em franco processo de estagnação" e vários dos seus elementos mais tradicionais condenaram as novas tendências teológicas mais progressistas. Em 1950, o Papa Pio XII, na sua encíclica Humani Generis, chegou mesmo a alertar para os possíveis desvios "neo-modernistas" da Nouvelle Theologie. Enquanto tudo isso acontecia, os bispos de todo o mundo tiveram que enfrentar novos problemas originados por drásticas mudanças políticas, sociais, económicas e tecnológico-científicas. É neste ambiente paradoxal, quer ao nível interno quer ao nível externo da Igreja, que muitos católicos sentiram a necessidade de a Igreja encontrar uma nova postura para enfrentar o mundo moderno.
E é também neste ambiente que o Papa João XXIII sentiu a necessidade urgente de convocar o Concílio Vaticano II. Aliás, "a ideia de um Concílio já havia sido pensada por Pio XI e mesmo por Pio XII, mas sem grandes sucessos em sua realização". João XXIII, "temendo um novo desastre, como foi o da Reforma Protestante", decidiu realizar este Concílio a todo o custo. Esta sua intenção foi anunciada por ele no dia 25 de janeiro de 1959, causando uma grande surpresa dentro da Cúria Romana e até dentro da Igreja Católica. Em junho de 1960, através do motu proprio Superno Dei nutu, teve oficialmente início a preparação do Concílio. Passado apenas um ano, no Natal de 1961, João XXIII convocou oficialmente o Concílio para o ano seguinte (1962), através da bula papal "Humanae salutis". Esta convocação era "uma decisão totalmente pessoal do Papa, contrariando as opiniões de alguns cardeais, que pretendiam seu adiamento, em vista de uma melhor preparação".

### Influência de Pio XII
Segundo o Papa Bento XVI, depois das Sagradas Escrituras, o Papa Pio XII é o autor ou fonte autorizada mais citada nos documentos do Concílio Vaticano II. Bento XVI considera que não é possível entender o Concílio Vaticano II sem levar em conta o magistério de Pio XII. (…) A herança do magistério de Pio XII foi recolhida pelo Concílio Vaticano II e proposta às gerações cristãs posteriores.
Nas intervenções orais e escritas, se encontram mais de mil referências ao magistério de Pio XII e o seu nome aparece mencionado em mais de duzentas notas explicativas dos documentos do Concílio, estas notas com frequência constituem autênticas partes integrantes dos textos conciliares; não só oferecem justificativas de apoio para o que afirma o texto, mas também oferecem uma chave de interpretação, disse o Papa Bento XVI no discurso que dirigiu aos participantes do congresso sobre "A herança do magistério de Pio XII e o Concílio Vaticano II", promovido pelas universidades pontifícias Gregoriana e Lateranense, no 50.º aniversário da morte de Pio XII (2008).
Como por exemplo, os conceitos e as ideias expressas na encíclica Mystici Corporis Christi (1943), do Papa Pio XII, influenciaram fortemente a redacção da constituição dogmática Lumen Gentium, que trata da natureza e da constituição da Igreja. Este documento do Concílio Vaticano II usou e defendeu o conceito de Igreja expresso nesta encíclica (a Igreja como Corpo místico de Cristo), que era baseado na teologia de São Paulo.

## Objetivos
O objetivo do Concílio é discutir a ação da Igreja nos tempos atuais, ou seja, a sua finalidade é "promover o incremento da fé católica e uma saudável renovação dos costumes do povo cristão, e adaptar a disciplina eclesiástica às condições do nosso tempo" e do mundo moderno. Por outras palavras, o Concílio pretende o aggiornamento (actualização e abertura) da Igreja.

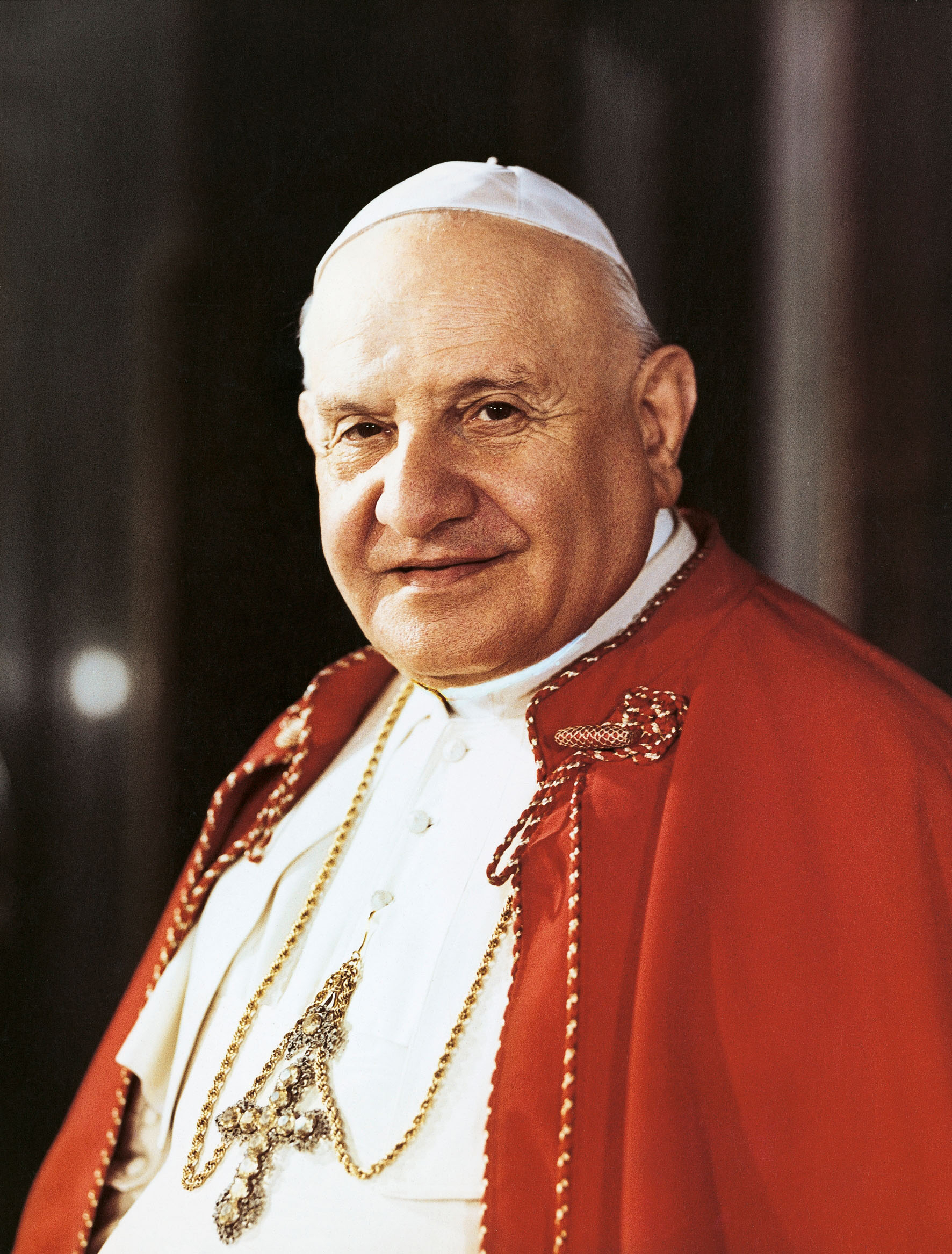
João XXIII convocou o Concílio e o presidiu até sua morte, em 1963.

O Papa João XXIII "imaginava o Concílio como um «novo Pentecostes» […]; uma grande experiência espiritual que reconstituiria a Igreja Católica" não apenas como instituição, mas sim "como um movimento evangélico dinâmico […]; e uma conversa aberta entre os bispos de todo o mundo sobre como renovar o Catolicismo como estilo de vida inevitável e vital".
Por esta razão, ao contrário dos concílios ecuménicos anteriores, preocupados mais em condenar heresias e em definir verdades de fé e de moral, o Concílio Vaticano II "teve como orientação fundamental a procura de um papel mais participativo para a fé católica na sociedade, com atenção para os problemas sociais e econômicos". Aliás, o próprio Papa João XXIII teve o cuidado de mencionar a diferença e a especificidade deste Concílio: "a Igreja sempre se opôs a […] erros; muitas vezes até os condenou com a maior severidade. Agora, porém, a esposa de Cristo prefere usar mais o remédio da misericórdia do que o da severidade. Julga satisfazer melhor às necessidades de hoje mostrando a validez da sua doutrina do que renovando condenações".
Logo, o Concílio não visava a condenar heresias nem proclamar nenhum dogma novo. O Concílio apenas queria dar uma nova orientação pastoral à Igreja e uma nova forma de apresentar e explicar os dogmas católicos ao mundo moderno, mas sempre fiel à Tradição. O próprio Papa João XXIII afirmou que "o que mais importa ao Concílio Ecumênico é o seguinte: que o depósito sagrado da doutrina cristã seja guardado e ensinado de forma mais eficaz". Para satisfazer esta sua intenção, o Papa queria ardentemente que a Igreja mudasse de mentalidade, para poder melhor enfrentar e acompanhar as transformações do mundo moderno.
Pelas palavras da constituição Sacrosanctum Concilium, o "Concílio propõe-se a fomentar a vida cristã entre os fiéis, adaptar melhor às necessidades do nosso tempo as instituições suscetíveis de mudança, promover tudo o que pode ajudar à união de todos os crentes em Cristo, e fortalecer o que pode contribuir para chamar a todos ao seio da Igreja".

## Inauguração e número de participantes

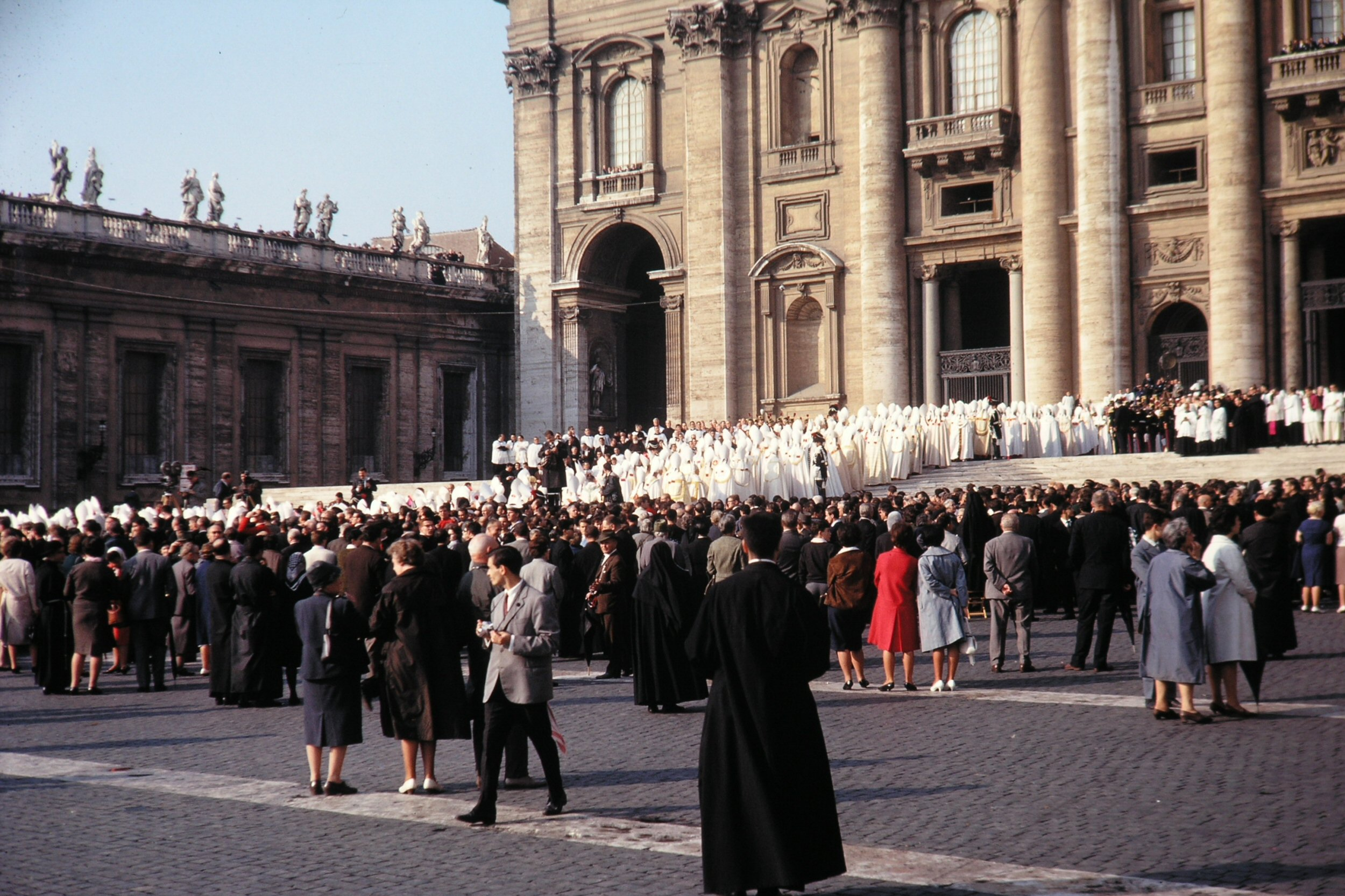
A abertura do Concílio Vaticano II.

No dia 11 de outubro de 1962, o Concílio Vaticano II, idealizado pelo Papa João XXIII, "teve seus trabalhos oficialmente inaugurados, contando com a presença de 2 540 padres conciliares ou prelados, número este inédito para a História da Igreja: 1060 europeus (dos quais 423 italianos, 144 franceses, 87 espanhóis, 59 poloneses, 29 portugueses…), 408 asiáticos, 351 africanos, 416 da América do Norte, 620 da América Latina e 74 da Oceânia". Mas, mesmo assim, "estavam ainda ausentes do Concílio muitos bispos de dioceses que viviam sob regimes autoritários", na sua maioria de ideologia comunista. "O número de participantes variou muito de acordo com as sessões, nunca porém estando abaixo de 80% do total de padres conciliares".

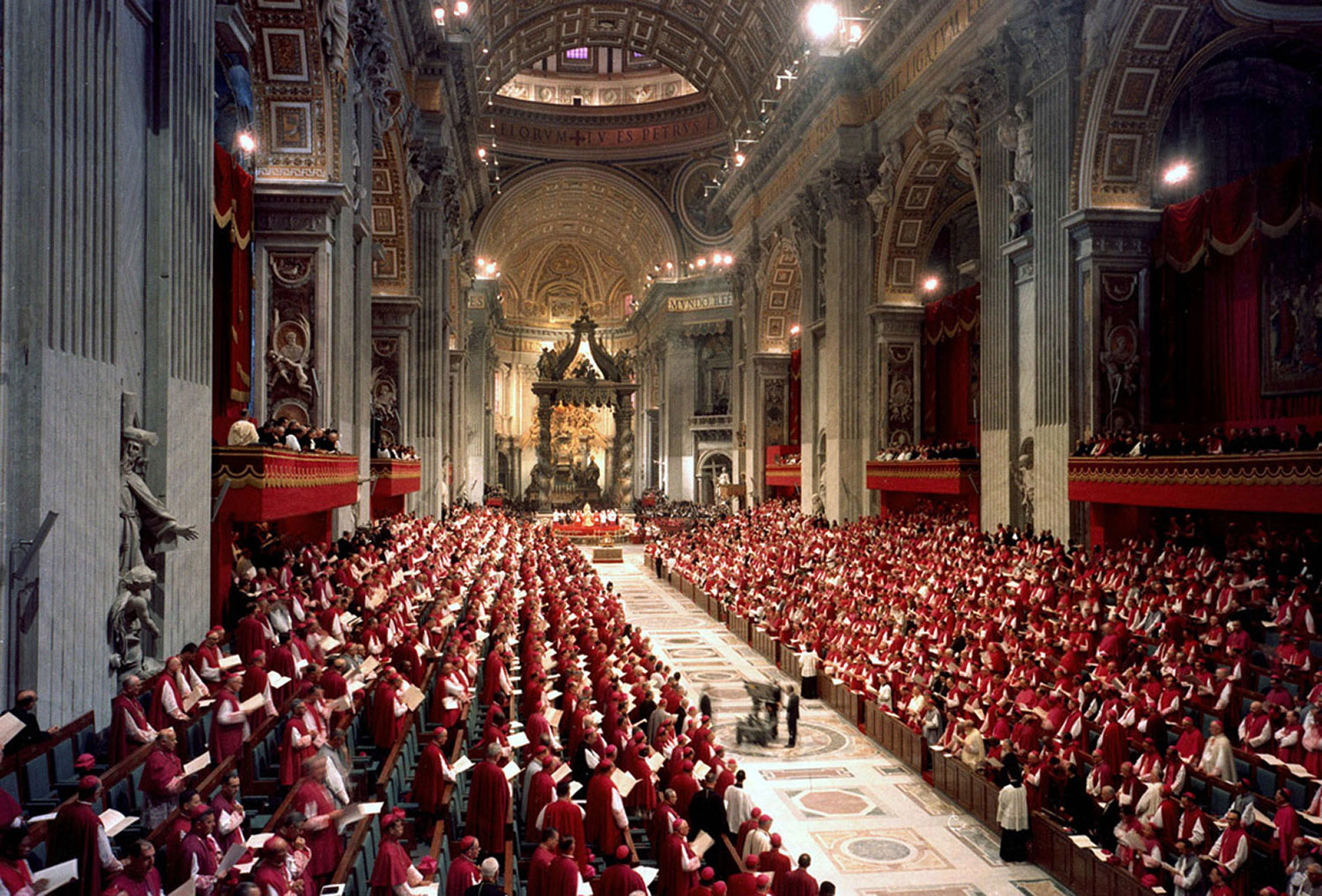
Basílica de São Pedro durante as sessões conciliares.

Pela primeira vez na História, "os peritos […] foram ouvidos na elaboração dos textos conciliares, trazendo consigo uma imensa riqueza de tradições e culturas". Estes peritos, que não tinham direito a voto, são também chamados de consultores teológicos e tinham uma grande influência no Concílio. Várias dezenas de observadores protestantes e ortodoxos também foram convidados e estiveram presentes nas 4 sessões do Concílio.
De acordo com Giacomo Martina, os padres conciliares "se organizavam em torno de duas alas" (conservadora e progressista), sendo que os progressistas contam com cerca de 90% dos votos. A minoria conservadora era essencialmente constituída "pela velha-guarda italiana (Ottaviani, Ruffini, Siri…)", por Marcel Lefebvre, por um grupo de espanhóis (entre os quais o cardeal Larraona) e "por vários latino-americanos, representantes de escolas teológicas de certo prestígio, especialmente na Espanha". A maioria progressista era essencialmente "constituída por um grupo da Europa central e do Norte (a que pertenciam os cardeais Frings, Dopfner, Alfrink, König, Suenens, Liénart e Bea)", por Montini, por Léger, pelo Patriarca Melquita Máximos IV, pelos bispos africanos e asiáticos e por "uma grande maioria dos bispos latino-americanos e dos Estados Unidos". Mas, mesmo assim, os progressistas tiveram que, por diversas vezes, fazer várias concessões aos conservadores, tornando, por isso, os documentos conciliares menos radicais.

## Resultados e respectivos documentos
Entre várias decisões conciliares, destacam-se as renovações na constituição e na pastoral da Igreja, que passou a ser mais alicerçada na igual dignidade de todos os fiéis e a ser mais virada e aberta para o mundo. Além disso, reformou-se também a Liturgia, onde a Missa de rito romano foi simplificada e passou a ser celebrada em língua vernacular.
Foi clarificada a relação entre a Revelação divina e a Tradição e foi também impulsionada a liberdade religiosa, uma nova abordagem ao mundo moderno, o ecumenismo, uma relação de tolerância com os não cristãos e o apostolado dos leigos.
O Concílio Vaticano II não proclamou nenhum dogma, mas as suas orientações doutrinais, pastorais e práticas são de extrema importância para a Igreja atual.

### Igreja
O tema da Igreja, nos seus aspectos dogmáticos e pastorais, mereceram uma grande atenção dos padres conciliares, ou seja, dos participantes-eleitores do Concílio Vaticano II.

#### Eclesiologia:Lumen Gentium
O Concílio Vaticano II, refletindo sobre a constituição e a natureza da Igreja, reafirmou várias verdades eclesiológicas, sendo os seus juízos registados na constituição dogmática "Lumen Gentium". Este documento salientou que "a única Igreja de Cristo, como sociedade constituída e organizada no mundo, subsiste (subsistit in) na Igreja Católica". Também destacou que "a Igreja é sacramento de Cristo e instrumento de união do homem com Deus, e da unidade de todo o género humano". Continua que, para atingir esta missão da Igreja, é necessário dar aos católicos "uma "consciência de Igreja" mais coerente, para que também se possam valorizar as relações com as outras religiões" (cristãs ou não) e com o mundo moderno. "Com esse objetivo, os padres conciliares dirigiram a sua atenção para: o primado do método bíblico; o sacerdócio comum de todo o "Povo de Deus"; a função profética, sacerdotal e real de todo baptizado; a colegialidade episcopal; a missão de serviço da Igreja, que deve estar voltada para toda a humanidade".
A partir de então, a Igreja passou a ser vista não apenas como uma instituição hierarquizada, mas também como uma comunidade de cristãos espalhados por todo o mundo e constituintes do Corpo Místico de Cristo. Por isso, a constituição e "as estruturas da Igreja modificaram-se parcialmente e abriu-se espaço para maior participação e apostolado dos leigos, incluindo as mulheres, na vida eclesial". O concílio clarificou, também, a igual dignidade de todos os católicos (clérigos ou leigos). Mas, mesmo assim, a estrutura da Cúria Romana permaneceu intacta, o que permite ainda um governo da Igreja centralizado nas mãos do Papa.

#### Pastoral:Gaudium et spes
Alguns temas eclesiológicos debatidos no "Lumen Gentium", tais como a missão de serviço ou o sacerdócio comum do Povo de Deus, são também tratados pela constituição pastoral "Gaudium et spes", que foi aprovada somente em 8 de dezembro de 1965, dia de encerramento do Concílio.
Mas, este documento centra sobretudo a sua atenção nos aspectos pastorais e não dogmáticos da Igreja e nos diversos problemas do mundo atual: "a explosão demográfica, as injustiças sociais entre classes e entre povos e o perigo da guerra nuclear", entre outros problemas sociais e económicos. Esta constituição também mostrou uma maior abertura da Igreja para os progressos científicos.

### Bispos, presbíteros, leigos e consagrados
Além da constituição e da pastoral da Igreja, o concílio preocupou-se também com vários assuntos sobre os diferentes membros da Igreja:
- os Bispos, cuja função e ministério pastoral foi abordado pelo decreto "Christus Dominus", que foi aprovado no dia 28 de outubro de 1965. Este documento enfatizou também a "communio" povo-hierarquia já expressa na "Lumen gentium".
- os presbíteros, cujo "ministério e vida sacerdotal" foram abordados pelo decreto "Presbyterorum ordinis", que foi aprovado no dia 7 de dezembro de 1965. Este documento insiste no "serviço que, no próprio tempo e nos ambientes particulares, deve ser realizado por todo presbítero". Nesta sua análise, superou inclusivamente "os aspectos hierárquicos para destacar antes o "corpo real" de Cristo, sacerdote e servo no mistério da Eucaristia", que é celebrada na Missa. A formação sacerdotal dos presbíteros é tratado especialmente pelo decreto "Optatum totius".
- os leigos, cujo apostolado é analisado pelo decreto "Apostolicam actuositatem", que foi aprovado em 18 de novembro de 1965. Este documento "reconhece o papel essencial que cabe aos leigos na vida da Igreja, a sua responsabilidade e autonomia em função de sua vocação específica".
- os consagrados e a vida consagrada em geral, cujas renovações estão expressas no decreto "Perfectae charitatis", que foi aprovado em 28 de outubro de 1965. Este documento "dirige a sua atenção para a renovação e modernização da "vida consagrada" a Deus no exercício dos conselhos evangélicos de castidade, pobreza, obediência, estabelecida por meio dos votos "em ordens", "congregações religiosas" e "institutos seculares"".[21]

### Igrejas Orientais Católicas
O decreto "Orientalium ecclesiarum", que foi aprovado no dia 21 de novembro de 1964, aborda a questão das Igrejas orientais católicas. Estas Igrejas particulares sui iuris possuem características únicas e diferentes em relação à Igreja Latina (a Igreja sui iuris predominante), nomeadamente ao nível histórico, cultural, teológico, litúrgico, hierárquico e de organização territorial.
Este documento afirma que, "na única Igreja de Cristo" (que subsiste na Igreja Católica), as Igrejas Latina e Orientais "… desfrutam de igual dignidade… nenhuma prevalece sobre a outra… são confiadas ao governo pastoral do Pontífice Romano". O decreto defende, também, que estas Igrejas orientais podem e devem salvaguardar, conservar e restaurar o seu rico património espiritual, nomeadamente ritual, através, como por exemplo, da celebração dos seus próprios ritos litúrgicos orientais e das suas práticas rituais antigas.
O documento salienta também o carácter autónomo das Igrejas orientais católicas, especificando os seus vários poderes e privilégios. Em particular, como por exemplo, afirma que os Patriarcas Orientais, "com os seus sínodos, constituem a instância suprema para todos os assuntos do Patriarcado, não excluído o direito de constituir novas eparquias e de nomear Bispos do seu rito dentro dos limites do território patriarcal, salvo o direito inalienável do Romano Pontífice de intervir em cada caso. O que foi dito dos Patriarcas vale também, de acordo com as normas do direito, para os Arcebispos maiores, que presidem a toda uma Igreja particular ou rito sui iuris". Mas, é preciso também salientar o facto de nem todas as Igrejas orientais serem Patriarcados ou Arquidioceses maiores.

### Revelação divina e Tradição
A constituição dogmática "Dei Verbum", que foi aprovada no dia 18 de novembro de 1965, "aborda o tema da Revelação divina sob dois pontos de vista: a Revelação em si mesma e a sua transmissão". A relação entre estes dois pontos de vista, que geram alguma confusão entre os católicos, foi clarificada também por esta constituição.

### Liturgia

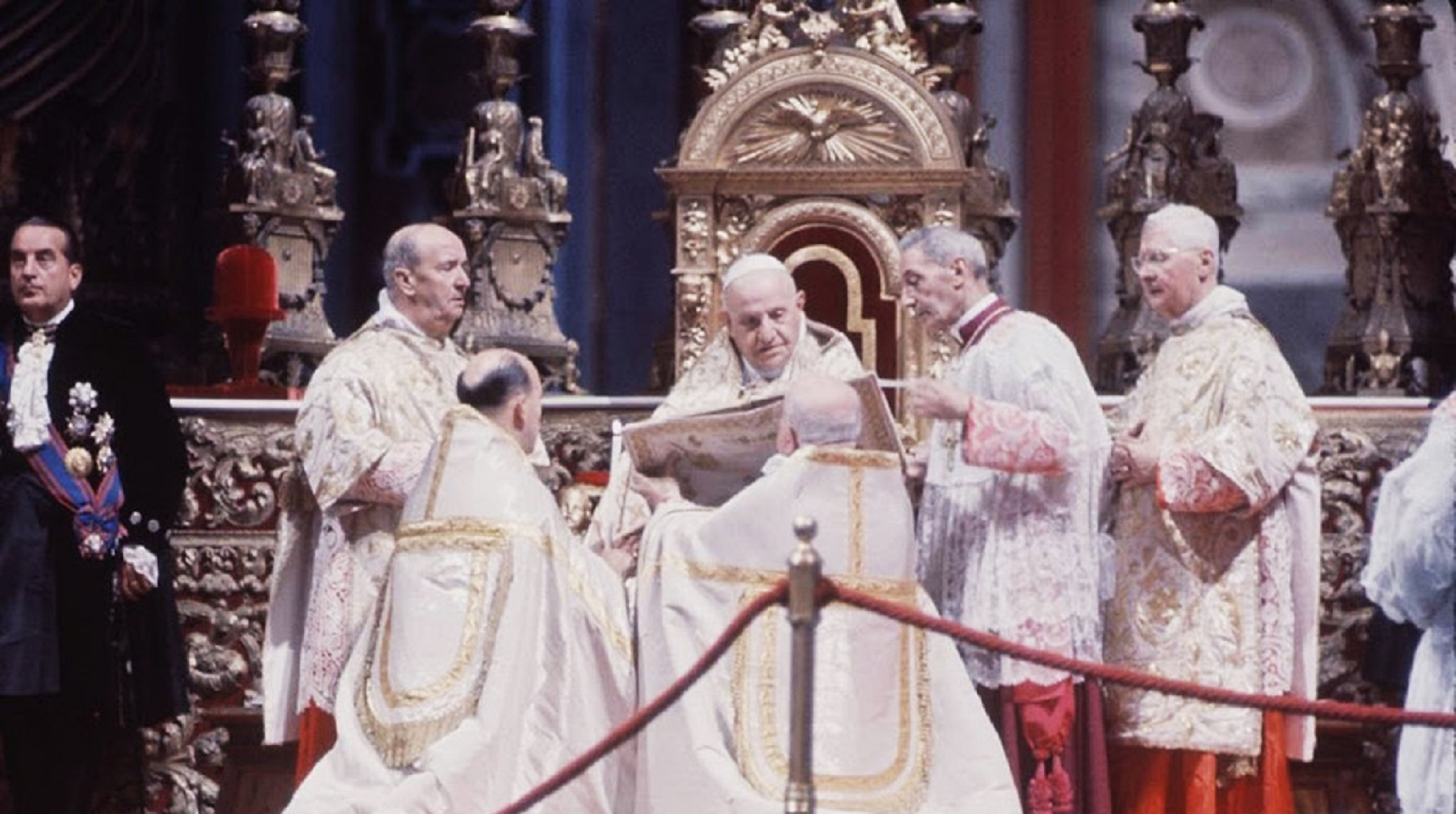
João XXIII na abertura do Concílio Vaticano II.

A constituição "Sacrosanctum Concilium" foi aprovada no dia 4 de dezembro de 1963, sendo por isso o primeiro documento resultante do trabalho conciliar. Esta constituição centra-se em torno da Liturgia, que é analisada pelos padres conciliares sob "uma tríplice dimensão teológica, eclesial e pastoral: a liturgia é obra da redenção em ato, celebração hierárquica e ao mesmo tempo comunitária, expressão de culto universal, que envolve toda a criação". Os padres conciliares descrevem ainda a Liturgia como "a primeira e necessária fonte onde os fiéis hão de beber o espírito genuinamente cristão".
Logo, o concílio pretende renovar a Liturgia, para que "todos os fiéis cheguem àquela plena, consciente e ativa participação nas celebrações litúrgicas", visto que esta participação é, "por força do Batismo, um direito e um dever do povo cristão, «raça escolhida, sacerdócio real, nação santa, povo adquirido» (1 Ped. 2,9; cfr. 2, 4-5)". Entre outras reformas introduzidas na Liturgia, destaca-se obviamente a reorganização da Missa de rito romano pelo Papa Paulo VI, com o uso de novos formulários, e a consequente permissão e uso majoritário da língua vernacular e da posição versus populum na sua celebração.

### Liberdade e direitos humanos
A declaração "Dignitatis humanae" foi aprovada no dia 7 de dezembro de 1965 e, através dela, o Magistério da Igreja Católica mostrou grande "sensibilidade para com os problemas da liberdade e dos direitos do homem", nomeadamente da liberdade religiosa. O documento considera a liberdade religiosa como um "direito da pessoa e das comunidades à liberdade social e civil em matéria religiosa". Ele reconhece, ainda, que todos estes direitos humanos, incluindo o da liberdade, são inerentes à dignidade inalienável da pessoa humana. Após o concílio, com a aplicação da liberdade religiosa, os países oficialmente católicos, pressionados pela Santa Sé, largaram essa posição, para apoiarem constitucionalmente a liberdade de cultos e de imprensa.

### Relação com os não cristãos e Ecumenismo
A declaração "Nostra aetate", aprovada no dia 28 de outubro de 1965, "analisou a atitude da Igreja Católica para com as religiões não cristãs, sintetizada no pedido joanino: "Buscai primeiramente aquilo que une, antes de buscar o que divide"". Isto criou um espírito de maior tolerância e aproximação respeitosa às outras religiões não cristãs e também à progressiva rejeição do antissemitismo. Mas, isto nunca pretendeu negar a crença católica de que só por meio da Igreja Católica "se pode obter toda a plenitude dos meios de salvação". Mas, isto também não impede a Igreja de defender que todos (mesmo os não cristãos) podem também ser salvos, desde que, sem culpa própria, ignoram a Palavra de Deus e a Igreja, mas que "procuram sinceramente Deus e, sob o influxo da graça, se esforçam por cumprir a sua vontade".
Este espírito de abertura a outras comunidades religiosas está também presente no decreto "Unitatis redintegratio", que foi aprovado no dia 21 de novembro de 1964. Este documento é sobre o ecumenismo e "fundamenta-se em duas ideias: todo aquele que acredita em Cristo, mesmo que não pertença à Igreja Católica, encontra-se em algum tipo de comunhão" com a verdadeira Igreja de Cristo (que subsiste na Igreja Católica); e "não existe ecumenismo verdadeiro sem uma conversão interior que se aplica a todos, inclusive à Igreja Católica". Actualmente, a Igreja Católica ensina que os cristãos não católicos são, apesar de um modo imperfeito, membros inseparáveis do Corpo Místico de Cristo (ou seja, da Igreja Católica), através do Batismo. Eles dispõem também de muitos, mas não da totalidade, dos elementos de santificação e de verdade necessárias à salvação.

### Educação e formação sacerdotal
A declaração "Gravissimum educationis" foi aprovado no dia 28 de outubro de 1965 e, basicamente, tratou dos vários temas sobre a educação e, mais em particular, sobre a educação cristã. O documento exprimiu a necessidade de a actuação da Igreja nesta área tão importante "não se restringir às escolas católicas". Defendeu também "o direito de todos os homens a receber uma educação que seja fundamentada na dignidade da pessoa".
O decreto "Optatum totius", igualmente aprovado em 28 de Outubro de 1965, aborda um tipo específico de educação cristã: a formação sacerdotal, que é extremamente importante, principalmente para o aggiornamento. Este documento "insiste na necessidade de maior amadurecimento humano, psicológico e afetivo dos candidatos ao sacerdócio e da estruturação da formação nos seminários vinculando a missão da Igreja às exigências do mundo moderno".

### Missionação e comunicação social
O decreto "Ad gentes", que foi aprovado em 7 de dezembro de 1965, "reflete sobre a atividade missionária da Igreja, atitude inerente à sua natureza. A atividade missionária deve começar com o testemunho, continuar com a pregação e formar as comunidades valorizando as riquezas de cada cultura. Isto para, entre outras coisas, "ressaltar a afirmação de que a fé católica não se vincula diretamente a nenhuma expressão cultural em particular, mas deve adequar-se às diversas culturas dos povos aos quais a mensagem evangélica é transmitida"
O decreto "Inter mirifica", que foi aprovado em 4 de dezembro de 1963, "pronuncia-se sobre os meios de comunicação de massa, sem julgá-los de forma moralista, mas solicitando-os a se tornarem "admiráveis dons de Deus", respeitando o bem comum de "todo o homem"".

## Natureza e interpretação
Não existe nenhuma diferenciação oficial dos pensamentos dos católicos em relação ao Segundo Concílio do Vaticano, mas a dividiremos em 3 grupos:
- Posição oficial (sustentada pelos papas pós-conciliares);
- Posição tradicionalista (sustentada por grupos minoritários);
- Posição neomodernista (sustentada por aqueles que dão interpretações mais heterodoxas dos textos conciliares em relação à doutrina católica).

### Posiçãooficial
Devido aos seus objetivos supramencionados, o Magistério da Igreja Católica reconhece que o Concílio Vaticano II tem uma natureza e um fim predominantemente pastoral, não chegando por isso a proclamar nenhum dogma novo.
Mas, o Papa Bento XVI insistiu sempre que este Concílio tem a mesma autoridade do que todos os outros concílios ecuménicos que o precedem. Para ele, o Concílio é mais uma expressão da continuidade da Tradição católica. Segundo o Papa, os vários temas tratados pelo Concílio "podia emergir alguma forma de descontinuidade que, de certo modo, se tinha manifestado", mas, volta a defender que, "feitas as diversas distinções entre as situações históricas concretas e as suas exigências, resultava […] num processo de novidade na continuidade", que é caracterizada como a "natureza da verdadeira reforma". O Papa defende ainda que, sob a óptica desta continuidade renovadora, "devíamos aprender a compreender mais concretamente do que antes que as decisões da Igreja em relação às coisas contingentes. […] Em tais decisões, somente os princípios exprimem o aspecto duradouro, permanecendo subjacente e motivando a decisão a partir de dentro. Não são, por sua vez, igualmente permanentes as formas concretas, que dependem da situação histórica e podem portanto ser submetidas a mutações. Assim as decisões de fundo podem permanecer válidas, enquanto as formas da sua aplicação a estes novos podem mudar".
O Papa Bento XVI, em 2005, acrescentou também que "se […] lemos e recebemos [o Concílio Vaticano II] guiados por uma justa hermenêutica, ele pode ser e tornar-se cada vez mais uma grande força para a sempre necessária renovação da Igreja". E esta "justa hermenêutica" (ou interpretação), em oposição à hermenêutica tradicionalista ou neo-modernista, consiste na "justa […] leitura e […] aplicação" dos documentos conciliares pelo Papa, o Chefe da Igreja Católica. Ainda segundo Bento XVI, os católicos devem manter-se fiéis ao Magistério do Papa e à Igreja de hoje, que está precisamente expressa nos documentos deste Concílio.
Por esta razão, "os cristãos estão obrigados a respeitar as decisões conciliares" (principalmente em matérias de fé e moral), até porque "os concílios ecumênicos, quando legalmente convocados, presididos, com decisões aprovadas pelo Papa e legalmente encerrados, são detentores da infalibilidade quando se trata de fé e moral. Não é necessário apresentar cânones dogmáticos na forma de anátema para que o fenômeno da infalibilidade se verifique. É preciso, sim, que existam documentos com juízos definitivos sobre fé e moral" (o que pode não ser dogmas ou verdades de fé novos), como as constituições dogmáticas produzidas por este Concílio.
Embora o Papa Paulo VI afirmasse que "…diferentemente dos outros Concílios, este não é directamente dogmático, mas é mais doutrinal e pastoral", ele não quis dizer que as decisões conciliares referentes a matérias de fé e moral sejam falíveis e "de caráter provisório, sujeitas a modificações futuras". O Papa apenas quis dizer que "o Concílio Vaticano II não apresentou cânones dogmáticos que expressam imediatamente a infalibilidade", mas, ele próprio ressalvou que o Concílio, tal como os outros que o precedem, "conferiu a seus ensinamentos a autoridade do Supremo Magistério da Igreja Católica".
As muitas decisões de âmbito pastoral e disciplinar, apesar de não serem infalíveis e imutáveis, devem ser obedecidos também pelos católicos porque elas são uma "expressão de uma vontade colegial dominante, ainda que, eventualmente, por apenas um certo período de tempo". Aliás, as deliberações conciliares, incluindo as de natureza pastoral e disciplinar, "já foram incorporadas ao Código de Direito Canônico, ou seja, tornaram-se leis da Igreja". Estas leis merecem respeito e obediência dos fiéis, se bem que o grau de assentimento e obediência seja inferior ao das verdades de fé e dos dogmas.
Aliás, o próprio Papa Paulo VI, numa alocução feita em 1966, afirmou que "o Concílio […] será o grande catecismo dos nossos tempos". Com isto, o Magistério da Igreja Católica quis declarar que os ensinamentos do Concílio Vaticano II, que estão expressos nos vários documentos aprovados por este mesmo Concílio, são fundamentais para a transmissão da fé católica nos tempos modernos e recentes. O Papa João Paulo II, em 1995, acrescentou também que o Concílio "não marcou a ruptura com o passado" e até "soube valorizar o património da inteira" Tradição católica. No ano 2000, ele disse ainda que "interpretar o Concílio pensando que ele comporta uma ruptura com o passado, enquanto na realidade ele se põe na linha da fé de sempre, é decididamente desviar-se do caminho".

### Posiçãotradicionalista
Os católicos tradicionalistas diferenciam-se dos católicos tradicionais. Os tradicionalistas rejeitam muitas ou todas as reformas elaboradas pelo Concílio Vaticano II, por considerarem essas reformas rupturas com a Tradição Católica. Dentre estas renovações rejeitadas, destacam-se em particular a questão da liberdade religiosa, do ecumenismo, da colegialidade episcopal e da reforma do ritual romano da Missa. Este novo ritual, chamado de "Novus Ordo", foi imposto em 1969 pelo Papa Paulo VI e por desejo do Concílio. Os católicos tradicionais preferem seguir a liturgia e modo de vida espiritual anterior ao Concílio, mas não são contra suas reformas. A maior sociedade apostólica tradicionalista é a Fraternidade Sacerdotal São Pio X.

### Posiçãoneomodernista
Os "neomodernistas", afirmando, também, que o Concílio apresentou uma ruptura em relação à Tradição católica, propuseram uma hermenêutica ou interpretação liberal dos documentos conciliares, levando, ao excesso, o aggiornamento proposto por João XXIII. Segundo a sua interpretação divergente dos documentos conciliares e da própria Tradição católica, os neomodernistas afirmam, por exemplo, que a missão da Igreja não devia ser a salvação eterna do homem, mas sim de ordem preferentemente temporal.
Estes afirmam que "os textos do Concílio como tais ainda não seriam a verdadeira expressão do espírito do Concílio", sendo por isso "preciso ir corajosamente para além dos textos, deixando espaço à novidade em que se expressaria a intenção mais profunda, embora ainda indistinta, do Concílio. Em síntese: seria necessário seguir não os textos do Concílio, mas o seu espírito", que cria assim um grande espaço de manobra, de incerteza e de inconstância. Segundo o Magistério da Igreja Católica, tudo isto viola e desvirtua o verdadeiro "espírito conciliar" proposto por João XXIII.

## Atualidade

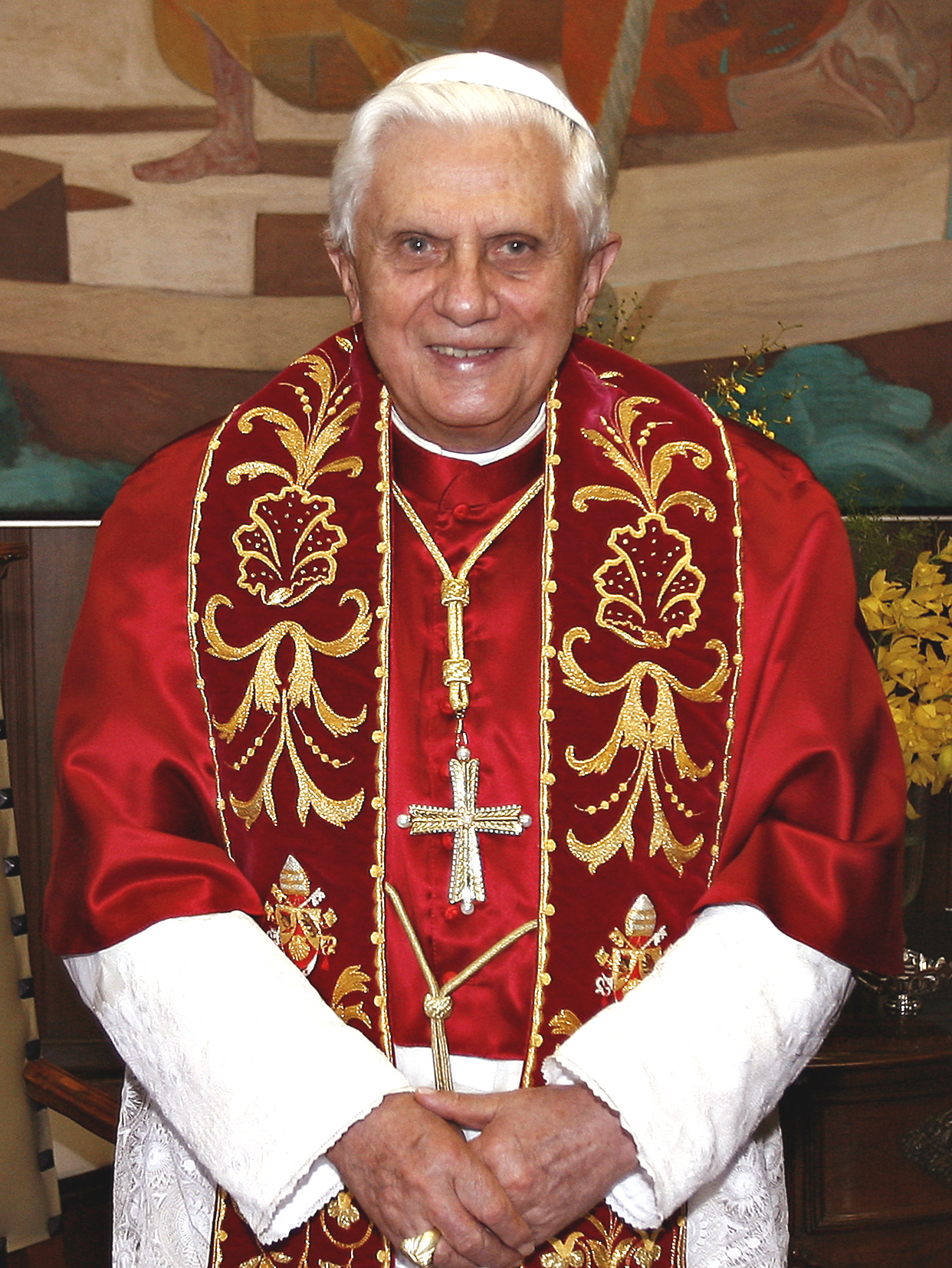
O Papa Bento XVI.

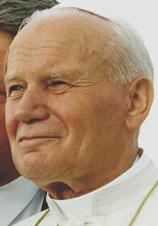
Papa João Paulo II.

Segundo a visão oficial da hermenêutica da continuação, existem ainda vários problemas pós-conciliares que perduram até aos nossos dias, porque, segundo alguns estudiosos, este Concílio ainda não foi totalmente compreendido. Esta posição foi defendida pelo Sínodo dos Bispos de 1985, que constatou uma "ignorância não pequena de grande parte dos cristãos para com os conteúdos conciliares". Este sínodo também "afirmou que em muitos contextos o Concílio estava sendo usado de forma manipulada, conforme as necessidades das situações, ou seja, estaria sendo esvaziado de seu sentido original, perigo este não desprezível". Logo, na Carta Apostólica "Tertio milennio adveniente" (1994), o Papa João Paulo II convidou a Igreja a "um irrenunciável exame de consciência, que deve envolver todas as componentes da Igreja, [e que] não pode deixar de haver a pergunta: quanto da mensagem conciliar passou para a vida, as instituições e o estilo da Igreja?".
Por estas razões, os efeitos do Concílio são ainda vistos de forma controversa por alguns sectores católicos, principalmente pelo catolicismo tradicionalista, que se opõe a vários pontos (ou até à maioria) das decisões do Concílio Vaticano II, nomeadamente em questões como a reforma litúrgica, a liberdade religiosa e o ecumenismo.
Os católicos tradicionalistas acusam o Concílio de, em vez de trazer uma lufada de ar fresco para Igreja, ser uma das causas principais da atual "crise na Igreja", que é caracterizado, como por exemplo, na "corrupção da fé e dos costumes", no declínio do número das vocações sacerdotais e de católicos praticantes e na perda de influência da Igreja no mundo ocidental. Sobre esta mesma crise eclesial, alguns teólogos modernistas, como Andrés Torres Queiruga alegam que a sua causa principal "é a infidelidade ao Concílio Vaticano II e o medo das reformas exigidas".
O Papa João Paulo II, em 1995, afirma que não há ruptura:
| “ | Graças ao sopro do Espírito Santo, o Concílio lançou as bases de uma nova primavera da Igreja. Não marcou a ruptura com o passado, mas soube valorizar o património da inteira tradição eclesial, para orientar os fiéis na resposta aos desafios da nossa época. À distância de trinta anos [do Concílio], é mais do que nunca necessário retornar àquele momento de graça. | ” |

Em 2000, João Paulo II afirmou também que:
| “ | A "pequena semente", que João XXIII lançou [no Concílio], cresceu e deu vida a uma árvore que já alarga os seus ramos majestosos e frondosos na Vinha do Senhor. Ele já deu numerosos frutos nestes 35 anos de vida e ainda dará muitos outros nos anos vindouros. Uma nova estação abre-se diante dos nossos olhos: trata-se do tempo do aprofundamento dos ensinamentos conciliares, o período da colheita daquilo que os Padres conciliares semearam e a geração destes anos cuidou e esperou. O Concílio Ecumênico Vaticano II constitui uma verdadeira profecia para a vida da Igreja; e continuará a sê-lo por muitos anos do terceiro milênio há pouco iniciado. A Igreja, enriquecida com as verdades eternas que lhe foram confiadas, ainda falará ao mundo, anunciando que Jesus Cristo é o único verdadeiro Salvador do mundo: ontem, hoje e sempre! | ” |

Em 2005, o Papa Bento XVI defendeu também a mesma ideia do seu predecessor, dizendo que:
| “ | Quarenta anos depois do Concílio podemos realçar que o positivo é muito maior e mais vivo do que não podia parecer na agitação por volta do ano de 1968. Hoje vemos que a boa semente, mesmo desenvolvendo-se lentamente, cresce todavia, e cresce também assim a nossa profunda gratidão pela obra realizada pelo Concílio. [...] Assim podemos hoje, com gratidão, dirigir o nosso olhar ao Concílio Vaticano II: se o lemos e recebemos guiados por uma justa hermenêutica, ele pode ser e tornar-se cada vez mais uma grande força para a sempre necessária renovação da Igreja. | ” |

### Em português
- «VATICANO, Documentos do Concílio Vaticano II: Constituições, Declarações, Decretos»
- «São Josemaria Escrivá (fundador do Opus Dei) e o Concílio Vaticano II»
- «Evento: A Modernidade e o Concílio Vaticano II – 50 anos - do Centro Loyola de Fé e Cultura / PUC-Rio em outubro/2012»
- O Concílio Vaticano II, Câmara Clara, por Inês Fonseca Santos, RTP, 2012
- A história do Concílio Vaticano II, Os Dias da História, por Paulo Sousa Pinto, Antena 2, 2017

Ligações favoráveis ao Concílio Vaticano II
- «Geocities». : Vários tópicos sobre o CVII;
- «João XXIII e o Concílio Vaticano II - A12»
- «O verdadeiro espírito do Concílio Vaticano II (padrepauloricardo.org)»

Ligações contra o Concílio Vaticano II
- web.archive.org - catolicostradicionais.com.br
- «Textos diversos da Tradição sobre o Vaticano II.»
- «El quiebre doctrinal del Concilio Vaticano II» - Ciclo de áudio-conferências por padres da Fraternidade São Pio X, áudio em espanhol.

### Em inglês
- «All Catholic Church Ecumenical Councils - All the Decrees»